# Magdalena Neuner
Magdalena Neuner (født 9. februar 1987 i Wallgau) er en tysk tidligere skiskytte. Hun har vundet to OL-guldmedaljer og i VM-sammenhæng er hun den mest vindende kvindelige skiskytte nogensinde med tolv guldmedaljer. 

## Sportskarriere
Neuner var allerede i 2006 med på det tyske skiskydningslandshold, og hun var dette år med til at vinde EM-bronze i 4×6 km stafet. Året efter vandt hun de første tre af en lang række VM-guldmedaljer, da hun sejrede i 7,5 km sprint, 10 km jagtstart og 4×6 km stafet. I 2008 blev det igen til tre VM-guld, der blev vundet i 12,5 km massestart, kvindernes stafet samt mix-stafet.
I sommeren 2008 blev hun ramt af sygdom, der medførte mange ugers træningsstop, og 2008/2009-sæsonen blev derfor ikke så imponerende som de foregående år. Ved VM vandt hun således kun én medalje, da det blev til sølv i kvindernes stafet.
Hun deltog i sit eneste vinter-OL i 2010 i Vancouver, hvor hun stillede op i fire discipliner. I 7,5 km sprint havde hun et enkelt fejlskud, men var med tiden 19.57,1 minutter hurtig nok til at sikre sig sølvmedaljen, blot halvandet sekund efter vinderen, Anastasia Kuzmina fra Slovakiet, mens franske Marie Dorin var næsten ti sekunder efter Neuner på tredjepladsen. Et par dage efter var hun med i jagtstarten, og med andenpladsen fra sprintløbet var hun fra start lige i hælene på Kuzmina, som hun hurtigt overhalede, og hun holdt helt til mål, hvor hun med tiden 30.14,0 minutter sikrede sig guldet. Kuzmina fik sølv og franske Marie-Laure Brunet bronze. I 15 km løbet var Neuner den hurtigste på skiene, men tre fejlskud betød, at hun måtte nøjes med en tiendeplads. Endelig deltog hun i 12,5 km massestart, og her havde hun to fejlskud undervejs, hvilket betød, at hun måtte slide på skiene, men det gjorde hun godt, så hun vandt i tiden 39.19,6 minutter, mens russeren Olga Sajtseva blev nummer to, mere end fem sekunder efter, og tyske Simone Hauswald fik bronze.
Efter OL vandt hun også VM-guld i mix-stafetten. I 2011 vandt hun hele fem medaljer ved VM, da det blev til guld i 7,5 km sprint, 12,5 km massestart og kvindernes stafet samt sølv i 10 km jagtstart og i mix-stafet. Hun indstillede karrieren efter 2011/2012-sæsonen, efter at hun havde vundet yderligere fire VM-medaljer (guld i 7,5 km sprint og kvindernes stafet, sølv i jagtstarten og bronze i mix-stafet).
Som 21-årig blev hun den yngste nogensinde i det Internationale skiskydningsforbund (IBU)s historie til at vinde den samlede World Cup, som hun i alt har vundet tre gange, og hun kom på sejrspodiet 63 gange gennem karrieren, heraf 34 som vinder. Neuner er nummer to på listen over skiskytter, der har vundet den samlede World Cup flest gange, kun overgået af svenske Magdalena Forsberg med seks sejre, og de to er de eneste der har vundet den titel mere end to gange.
I 2009 deltog hun for første og eneste gang i sommer-skiskydning, og her vandt hun tre guldmedaljer.
Magdalena Neuner begyndte at dyrke skiskydning som otteårig og har også vundet fem junior verdensmesterskaber. Neuner har været valgt til årets sportskvinde i Tyskland tre gange (2007, 2011, 2012), og hun modtog Holmenkollmedaljen i 2012.
Neuner var den absolut hurtigste i løjpen i de år hun deltog, men var til gengæld ikke den bedste i skydningen. Hun blev dog mere stabil med årene og endte med en samlet træfprocent på 78%.

## Privatliv og senere karriere
Neuner er den næstældste af fire søskende. Hun blev gift i 2014 med sin ungdomskæreste Josef Holzer, og parret har tre børn.
Hun har efter sin sportskarriere arbejdet med tv og reklamer, og hun har blandt andet været ekspertkommentator ved skiskydning.